# 若草第一病院
若草第一病院（わかくさだいいちびょういん）は、大阪府東大阪市にある医療機関。社会医療法人若弘会が運営する病院である。地域医療支援病院、大阪府がん診療連携拠点病院、基幹型臨床研修指定病院等に指定されている。

## 沿革
- 1981年4月 - 開院。

## 診療科
- 内科
- 呼吸器内科
- 消化器内科
- 腎臓内科
- 小児科
- 外科
- 整形外科
- 泌尿器科
- 眼科
- 耳鼻咽喉科
- 婦人科
- 皮膚科
- 形成外科
- 脳神経外科
- 放射線科
- 麻酔科
- 救急科
- リハビリテーション科
- 病理診断科

## 交通アクセス
- 近鉄奈良線瓢箪山駅より徒歩約5分